# Parafia św. Jadwigi Śląskiej w Rzeczycy
Parafia św. Jadwigi Śląskiej w Rzeczycy – parafia rzymskokatolicka należąca do diecezji zielonogórsko-gorzowskiej, dekanatu Głogów – św. Mikołaja. W parafii posługują księża diecezjalni. Od 2014 proboszczem parafii jest ks. Andrzej Roszak.